# 亞倫·柯諾
亞倫·柯諾（法語：Alain Corneau，1943年8月7日—2010年8月10日，金馬影展譯作阿藍·柯諾）是一位法國電影導演與作家。

## 生平
阿蘭·科爾諾出生在盧瓦雷省盧瓦爾河畔默恩。阿藍·柯諾原本是音樂家，曾擔任科斯塔·加夫拉斯助理，這也是他第一次以演員身分與伊夫·蒙當合作，他曾與阿藍·柯諾合作三次，包括《左輪357》（Police Python 357）與《La Menace》（1977）。他於1991年執導《日出時讓悲傷終結》（Tous les matins du monde ），獲得凱薩獎最佳導演獎、凱薩獎最佳影片獎、凱薩獎最佳女主角獎等獎項，並入圍柏林影展金熊獎。
2010年，阿蘭·科爾諾拍攝最後一部作品《情殺局中局》，與露德温·塞尼耶、克莉絲汀·史考特·湯瑪斯與帕特裡克·米勒等人合作。
2010年8月30日，阿蘭·科爾諾因癌症在巴黎去世，之後被安葬在拉雪茲神父公墓。

## 電影年表

### 長片導演
- 1975年 : France, Inc.《法國地下社會》
- 1976年 : Police Python 357《左輪357》
- 1977年 : La Menace《大威脅》
- 1977年 : Série noire《黑色系列》
- 1981年 : Les Choix des armes《槍的抉擇》
- 1984年 : Fort Saganne《薩根堡》
- 1986年 : Le Môme《臭小子》
- 1989年 : Nocturne indien《小紅番大鬧巴黎》
- 1991年 : Tous les matins du monde《日出時讓悲傷終結》
- 1994年 : Le Nouveau monde《新世界》
- 1997年 : Le Cousin《表兄》
- 2000年 : Prince du Pacifique《太平洋王子》
- 2002年 : Stupeur et tremblements《恐懼與戰栗》
- 2004年 : Les Mots bleus《藍字》
- 2007年 : Le Deuxième souffle《第二口氣》
- 2010年 : Crime d'amour《情殺局中局》

### 演員
- 2008年 : La guerre des miss《錯過的戰爭》

## 外部連結
- 亞倫·柯諾在互联网电影资料库（IMDb）上的資料（英文）